# Wapnowanie paszy
Wapnowanie paszy - moczenie słomy, sieczki, plew i innych pasz suchych dla bydła, owiec, kóz i koni mlekiem wapiennym w celu zwiększenia strawności suchej masy paszy. Słoma poddana wapnowaniu ma wyższą strawność, a przez to wartość pokarmową.

## Wykonanie
Rozpuszcza się 3 kg wapna palonego lub 9 kg wapna gaszonego w 250 - 300 l wody. Do pustego naczynia wsypuje się porcjami 100 kg sieczki, następnie polewa się ją przygotowanym roztworem mleczka wapiennego i pozostawia się na 5 - 10 min po tym czasie sieczkę przerzuca się widłami na drewniany pochyły pomost, nadmiar cieczy spływa z powrotem do naczynia. Sieczkę na pomoście jeszcze raz polewa się odsączonym mleczkiem wapiennym i po 2 -3 godzinach ubija, przetrzymuje się dobę na pomoście i skarmia bez przemywania.